# Zoe Lofgren
Zoe Lofgren (nacida Sue Lofgren, 21 de diciembre de 1947) es la Representante de EE. UU. por el 19º distrito del congreso de California, sirviendo en Congreso desde 1995. Es miembro  del Partido Democrático. El distrito, numerado como el 16º Distrito de 1995 a 2013, incluye la mayoría de San José, California.

Es miembro de alto nivel tanto en el Comité de Administración Subcomisión de Vigilancia, como en el Comité Judicial Subcomisión de Políticas de Inmigración y Ejecución.

## Primeros años, educación e inicios de la carrera
Residente de Área de la Bahía de San Francisco, Lofgren asistió al Gunn High School (1966) en Palo Alto, y mientras estaba en el instituto, Lofgren fue miembro del Estado Joven de América, una organización de debates político, activismo, gobierno estudiantil, y dirigida por estudiantes. Se licenció en la Universidad Stanford (1070) y se doctoró en Derecho en la Santa Clara University School of Law (1975).
En 1978, se casó con John Marshall Collins.
Regresando a San José, Lofgren trabajó en la oficina del distrito de Edwards, mientras en esa misma época se graduaba en Derecho. Después de dos años como socia en un bufete de abobados de inmigración en San José, fue elegida primero para la Junta comunitaria universitaria, y luego para la Junta de Supervisores del Condado de Santa Clara, donde sirvió durante 13 años.

## Cámara de Representantes de EE.UU.
En 1994, Lofgren entró en las primarias del Partido Democrático en lo que era entonces el 16º Distrito, después de que Edwards se retirase después de 32 años en el Congreso. Hubo un concurso real en este distrito pesadamente Democrático. Consiguió ganar al favorito, el antiguo alcalde de San José Tom McEnery. La victoria de Lofgren  aseguró que se convertiría en la segunda persona en representar el distrito desde su creación en 1963 (fue numerado como el 9º Distrito de los años 1963 a 1975, como el 10º desde 1975 a 1993, y como el 19º desde 2013). Ha sido reelegida diez veces sin oposición sustantiva.

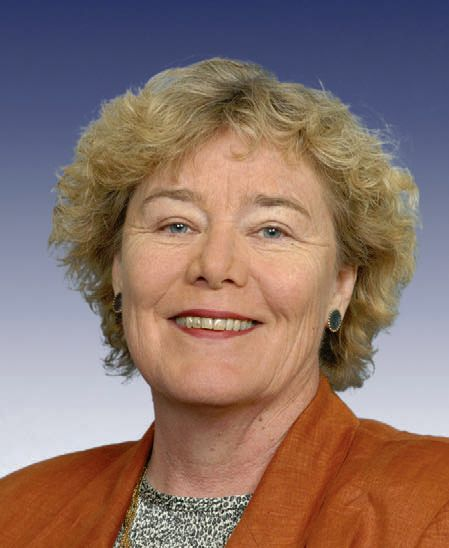
Foto temprana de Lofgren (2005)

En 2006, Ciudadanos para la Responsabilidad y Ética en Washington (CREW) informó que la campaña de Lofgren  había pagado a dos compañías controladas por su marido 348,186 dólares por los anteriores seis años de alquiler y servicios como contabilidad y recaudación de fondos.
Lofgren es presidenta de la Delegación Democrática del Congreso de 34 miembros. Sirve en el Comité Judicial y como presidenta de la Casa Judicial Subcomisión en Inmigración, Ciudadanía, Refugiados, Seguridad Fronteriza, y Derecho Internacional. En abril de 2011, se convirtió en la primera miembro del Congreso en pedir investigación federal en el programa de deportación de Comunidades Seguras.
Empezando en 2009, Lofgren sirvió como presidenta del Comité Ético. Haciendo eso, presidió una sanción de censura contra el miembro de largo tiempo Charles B. Rangel.
En las audiencias del Comité Judicial Stop Online Piracy Act, defendió el estado actual de Internet contra la propuesta. También se opuso a los requisitos de retención de datos en el H. R. 2981 (el Acto de 2011 para Proteger a los Niños de los Pornógrafos de Internet).
En febrero de 2013, Lofgren se convirtió en una de las patrocinadoras del Acto de Investigación de Acceso Justo a la Ciencia y Tecnología para expedit un acceso abierto a las investigaciones financiadas por los contribuyentes.

### Asignaciones de comité
- Comité de Administración de los Estados Unidos
  - Subcomisión de Vigiliancia (Miembro de Alto Nivel)
- Comité Judicial de los Estados Unidos
  - Subcomisión en Propiedad Intelectual, Competición, y en Internet
  - Subcomisión en Política de Inmigración y Ejecución (Miembro de Alto Nivel)
- Comité de Ciencia, Espacio y Tecnología de los Estados Unidos
  - Subcomisión en Energía y Entorno
  - Subcomisión en Investigaciones y Vigilancia

### Juntas políticas
- Junta Política del Congreso Americana Asiática del Pacífico (Miembro Asociado)

#### Otras posiciones de liderazgo
- Presidencia de la Delegación Democrática del Congreso de California